# Los Tigres del Norte
Los Tigres del Norte é uma banda de música norteña mexicana fundado em Mocorito em 1968. O grupo já vendeu 32 milhões de álbuns, e ganhou 7 prêmios Grammys e 12 Grammys Latinos.

## Integrantes
- Jorge Hernández: acordeonista e vocalista (1968 - presente)
- Hernán Hernández: baixo elétrico , vocalista e 2ª voz, (1968 - presente)
- Eduardo Hernández: segundo acordeão , sexto baixo , saxofone e voz (1988 - presente)
- Luis Hernández: sexto baixo, voz (1996-presente)
- Óscar Lara: bateria, (1968 - presente)

Ex-membros
- Raúl Hernández: sexto baixo, voz (1968 - 1995)
- Freddy Hernández (falecido): percussões (1991-1993)
- Guadalupe Olivo: saxofone e acordeão (1973 - 1988; 1996 - 2001)

## Discografia
- Juana la traicionera (1968)
- Cuquita (1971)
- El Cheque (1972)
- Contrabando y traición (1974)
- La banda del carro rojo (1975)
- Pueblo querido (1976)
- Vivan los mojados (1977)
- Número ocho (1978)
- El Tahúr (1979)
- Plaza Garibaldi (1980)
- Un día a la vez (1981)
- Éxitos para siempre... (1982)
- Carrera contra la muerte (1983)
- Internacionalmente norteños (1984)
- Jaula de oro (1984)
- A ti madrecita (1985)
- El otro mexico (1986)
- Gracias América... sin fronteras (1987)
- Mi corazón intisite (1987)
- Ídolos del pueblo (1988)
- Corridos prohibidos (1989)
- Mi Buena Suerte (1989)
- Para adoloridos (1990)
- ¡Incansables! (1991)
- Una noche con Los Tigres del Norte (1992)
- Tan Bonita (1992)
- La garra de... (1993)
- Vivan los mojados (1994)
- Los dos plebes (1994)
- El ejemplo (1995)
- Unidos para siempre (1996)
- Jefe de jefes (1997)
- Así como tú (1998)
- Herencia de familia (1999)
- De paisano a paisano (2000)
- Uniendo fronteras (2001)
- La Reina Del Sur (2002)
- Pacto de sangre (2004)
- Directo al corazón (2005)
- Historias que contar (2006)
- Detalles y emociones (2007)
- Raíces (2008)
- La granja (2009)
- Realidades (2014)
- Realidades Deluxe Edition (dos volúmenes) (2014)
- A Ti Madrecita (2015)
- Y Su Palabra Es La Ley - Homenaje A Vicente Fernández (2020)
- La Reunión (2021)
- La Reunión Deluxe (2022)
- Aquí Mando Yo (2024)